# Igor Szabados
Pour les articles homonymes, voir Szabados.
Igor Szabados, né le 25 septembre 1973, à Košice en Slovaquie, est un joueur de hockey sur glace professionnel.

## Biographie
Il chausse ses premiers patins à l'âge de 6 ans et intègre vite une école de hockey. Il s'expatrie en France en 2003, et porte alors le n° 12 des Dauphins d'Epinal, tout juste montés dans le Super 16. La saison suivante, il s'installe à Bordeaux, pour intégrer l’équipe des Boxers, alors en Division 2. Il inscrit son premier but sous le maillot des Boxers et le premier but de son équipe lors du tout premier match de la saison 2004-2005 face aux Français Volants ; au cours de cette rencontre il réalise un triplé et une assistance. Il réalise une belle saison, qui se finit par la montée de l’équipe en D1. Sa saison 2006-2007 est écourtée à la suite d'une charge d’un joueur de Gap, le 18 novembre 2006 ; il est alors évacué sur civière et doit subir une opération suite une entorse aux cervicales.

## Clubs successifs
- Mez VTJ Michalovce : de 1995 à 1999
- HC Košice : de 1999 à 2000.
- Mez VTJ Michalovce : de 1999 à 2003.
- Les Dauphins d’Epinal : de 2003 à 2004.
- Les Boxers de Bordeaux : depuis 2004.

## Palmarès
- 1995-1996 :
  - Montée en Extraligua
- 2005-2006 :
  - Vice-Champion de France de Division 2

## Statistiques
| Saison    | Équipe                | Ligue     |     | Saison régulière | Saison régulière | Saison régulière | Saison régulière | Saison régulière |   | Séries éliminatoires | Séries éliminatoires | Séries éliminatoires | Séries éliminatoires | Séries éliminatoires |
| Saison    | Équipe                | Ligue     | PJ  | B                | A                | Pts              | Pun              | PJ               | B | A                    | Pts                  | Pun                  |                      |                      |
| 1995-1996 | Mez VTJ Michalovce    | 1.liga    | 38  | 10               | 6                | 14               | 62               |                  |   |                      |                      |                      |                      |                      |
| 1996-1997 | Mez VTJ Michalovce    | Extraliga | 4   | 2                | 3                | 5                | 0                |                  |   |                      |                      |                      |                      |                      |
| 1996-1997 | Mez VTJ Michalovce    | 1.liga    | 30  | 4                | 7                | 11               | 16               |                  |   |                      |                      |                      |                      |                      |
| 1997-1998 | Mez VTJ Michalovce    | 1.liga    | 43  | 13               | 4                | 17               | 10               |                  |   |                      |                      |                      |                      |                      |
| 1998-1999 | Mez VTJ Michalovce    | 1.liga    | 35  | 13               | 20               | 33               | 18               |                  |   |                      |                      |                      |                      |                      |
| 1999-2000 | HC Kosice             | Extraliga | 8   | 0                | 0                | 0                | 2                |                  |   |                      |                      |                      |                      |                      |
| 2000-2001 | Mez VTJ Michalovce    | 1.liga    | 2   | 0                | 2                | 2                | 0                |                  |   |                      |                      |                      |                      |                      |
| 2002-2003 | Mez VTJ Michalovce    | 1.liga    | 41  | 11               | 13               | 24               | 6                |                  |   |                      |                      |                      |                      |                      |
| 2003-2004 | Les Dauphins d’Epinal | Super16   | 26  | 6                | 8                | 14               | 8                |                  |   |                      |                      |                      |                      |                      |
| 2004-2005 | Boxers de Bordeaux    | Div 2     | 21  | 21               | 22               | 43               | 16               |                  |   |                      |                      |                      |                      |                      |
| 2005-2006 | Boxers de Bordeaux    | Div 2     | 26  | 20               | 11               | 31               | 12               |                  |   |                      |                      |                      |                      |                      |
| 2006-2007 | Boxers de Bordeaux    | Div 1     | 9   | 5                | 1                | 6                | 8                |                  |   |                      |                      |                      |                      |                      |
| Totaux    | Totaux                | Totaux    | 303 | 113              | 110              | 223              | 158              |                  |   |                      |                      |                      |                      |                      |